# 113–115 Buchanan Street

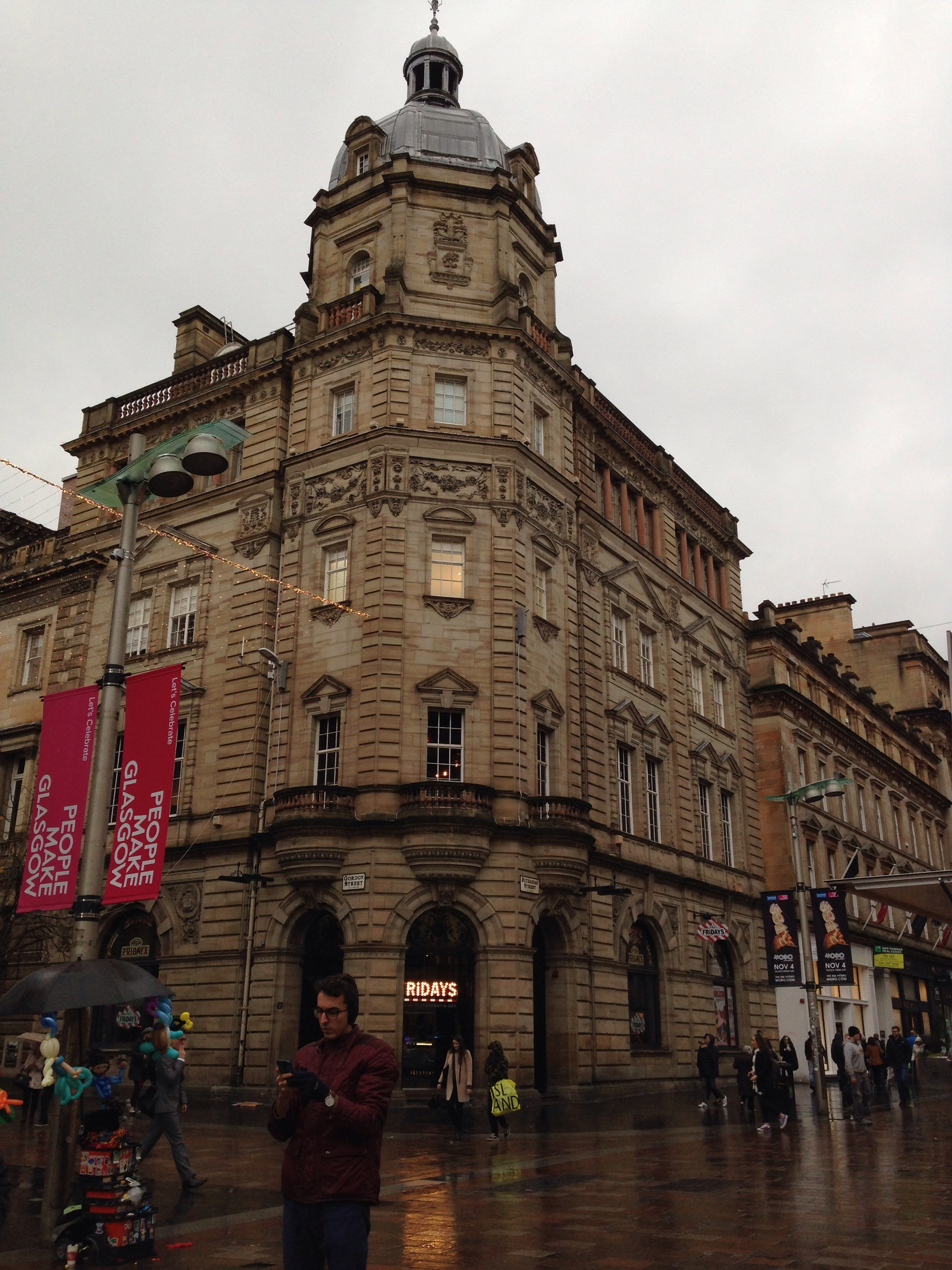
113–115 Buchanan Street

Unter der Adresse 113–115 Buchanan Street in der schottischen Stadt Glasgow befindet sich ein Geschäftsgebäude. 1970 wurde das Bauwerk als Einzeldenkmal in die schottischen Denkmallisten in der höchsten Denkmalkategorie A aufgenommen.

## Geschichte
Das Gebäude wurde 1878 für die Commercial Bank of Scotland erbaut. Keimzelle bildete ein Gebäude von David Rhind aus dem Jahre 1857 (6 Gordon Street), an welches angebaut wurde. Für den Entwurf zeichnet der schottische Architekt Arthur George Mitchell verantwortlich. Zwischen 1948 und 1953 wurde das Geschäftshaus nach einem Entwurf des Architekturbüros Hislop & Welsh überarbeitet. Auftraggeber war das Unternehmen Wilson, Stirling & Co, welches um diese Zeit Teile des Gebäudes gepachtet hatte. Die Commercial Bank of Scotland ist heute Teil der Royal Bank of Scotland, die das nebenliegende Gebäude nutzt.

## Beschreibung
Es handelt sich um das Eckhaus an der Einmündung der Gordon Street in die Buchanan Street, eine Einkaufsstraße im Zentrum Glasgows. An der Buchanan Street gegenüber liegt das Gebäude 92–100 Buchanan Street. Der vier- bis fünfstöckige Bau ist im Stile der Neorenaissance ausgestaltet. Von der Gebäudekante ragt ein markanter fünfstöckiger Turm mit oktogonalem Grundriss auf. Am Fuße führen drei Rundbogenportale zu einem Vestibül mit Kreuzgewölbe. Drei detailliert ornamentierte Eisentore verschließen die Öffnungen. Der Turm schließt mit einer geschwungenen Haube mit Lukarnen und Laterne.
Die anschließenden Gebäudeteile sind ebenerdig mit weiten Rundbogenfenstern gearbeitet. Rustizierte Pilaster gliedern die Fassade. Gesimse verdachen die Fenster. Der Eingang an der Gordon Street wurde später hinzugefügt.